# Elisabeth Lithell
Elisabeth Lithell (tidigare Höglund), född 19 februari 1990, är en svensk friidrottare med spjutkastning som specialgren. Hon tävlar för KFUM Örebro

## Personliga rekord
| Utomhus - Spjut – 54,42 (Sollentuna 28 augusti 2016) - Spjut – 52,02 (Sollentuna 12 september 2015) | Inomhus - Spjut – 51,80 (Växjö 16 mars 2013) |

### Fotnoter
1. ↑  ”Tävlingsårsskiftesövergångar 15 november 2016”. friidrott.se. 25 oktober 2016. Arkiverad från originalet den 29 september 2017. https://web.archive.org/web/20170929132950/http://www.friidrott.se/forbundsinfo/overgangar/arsskifte1617.aspx. Läst 9 oktober 2018.
2. ↑  ”Stora SM 2014, dag 2” (htm). trackandfield.se. http://www.trackandfield.se/resultat/2014/140802.htm. Läst 21 oktober 2014.
3. ↑  ”Stora SM 2016”. Arkiverad från originalet den 23 augusti 2017. https://web.archive.org/web/20170823210252/http://212.247.216.72/friidrott/sm16/Resultat.php. Läst 1 november 2016.
4. ↑  ”Resultat SM 2017”. trackandfield.se. http://www.trackandfield.se/resultat/2017/170826.htm. Läst 9 oktober 2018.
5. ↑  ”Resultat SM 2018”. trackandfield.se. http://www.trackandfield.se/resultat/2018/180824.htm. Läst 9 oktober 2018.
6. 1 2  ”Personsida hos IAAF (Höglund)” (på engelska). iaaf.org. https://www.iaaf.org/athletes/sweden/elisabeth-hoglund-314062. Läst 9 oktober 2018.
7. ↑  ”Personsida hos IAAF (Lithell)” (på engelska). iaaf.org. https://www.iaaf.org/athletes/sweden/elisabeth-lithell-320248. Läst 9 oktober 2018.
8. 1 2  ”Personsida på European Athletics' webbplats (Lithell)” (på engelska). european-athletics.org. http://www.european-athletics.org/athletes/group=l/athlete=165835-lithell-elisabeth/index.html. Läst 9 oktober 2018.
9. 1 2  ”Personsida på European Athletics' webbplats (Höglund)” (på engelska). european-athletics.org. http://www.european-athletics.org/athletes/group=h/athlete=128142-hoglund-elisabeth/index.html. Läst 9 oktober 2018.